# Protosialis flavicollis
Protosialis flavicollis là một loài côn trùng trong họ Sialidae thuộc bộ Megaloptera. Loài này được Enderlein miêu tả năm 1910.